# Independence (Virgínia)
Independence és una població dels Estats Units a l'estat de Virgínia. Segons el cens del 2000 tenia 971 habitants.

## Demografia
Segons el cens del 2000, Independence tenia 971 habitants, 426 habitatges, i 226 famílies. La densitat de població era de 160,2 habitants per km².
Dels 426 habitatges en un 19,2% hi vivien nens de menys de 18 anys, en un 39,9% hi vivien parelles casades, en un 8,2% dones solteres, i en un 46,9% no eren unitats familiars. En el 44,6% dels habitatges hi vivien persones soles el 27,5% de les quals corresponia a persones de 65 anys o més que vivien soles. El nombre mitjà de persones vivint en cada habitatge era d'1,98 i el nombre mitjà de persones que vivien en cada família era de 2,73.
Per edats la població es repartia de la següent manera: un 14,4% tenia menys de 18 anys, un 7,1% entre 18 i 24, un 21,1% entre 25 i 44, un 22,7% de 45 a 60 i un 34,7% 65 anys o més.
L'edat mediana era de 51 anys. Per cada 100 dones de 18 o més anys hi havia 82,2 homes.
La renda mediana per habitatge era de 18.264 $ i la renda mediana per família de 30.441 $. Els homes tenien una renda mediana de 21.058 $ mentre que les dones 16.705 $. La renda per capita de la població era de 16.137 $. Entorn del 10,5% de les famílies i el 19,5% de la població estaven per davall del llindar de pobresa.

## Poblacions més properes
El següent diagrama mostra les poblacions més properes.